# Scomberomorus plurilineatus
Scomberomorus plurilineatus är en fiskart som beskrevs av Fourmanoir, 1966. Scomberomorus plurilineatus ingår i släktet Scomberomorus och familjen makrillfiskar. IUCN kategoriserar arten globalt som otillräckligt studerad. Inga underarter finns listade i Catalogue of Life.